# Agathosma orbicularis
Agathosma orbicularis är en vinruteväxtart som först beskrevs av Carl Peter Thunberg, och fick sitt nu gällande namn av Bartl. & Wendl. f.. Agathosma orbicularis ingår i släktet Agathosma och familjen vinruteväxter. Inga underarter finns listade i Catalogue of Life.